# Spermicide
Les spermicides sont des substances s'attaquant aux spermatozoïdes. Ils sont utilisés à visée contraceptive.

## Mécanisme d'action
Ils ont comme propriété de détruire les spermatozoïdes, ou à défaut de les rendre incapables de pénétrer dans l'ovule en inhibant l'acrosine des spermatozoïdes. Certains spermicides comme le chlorure de benzalkonium classiquement utilisé dans cette indication peuvent aussi avoir une action antiseptique. Cependant, en pratique, il n'y a pas d'efficacité démontrée contre les IST.

## Mode d'utilisation

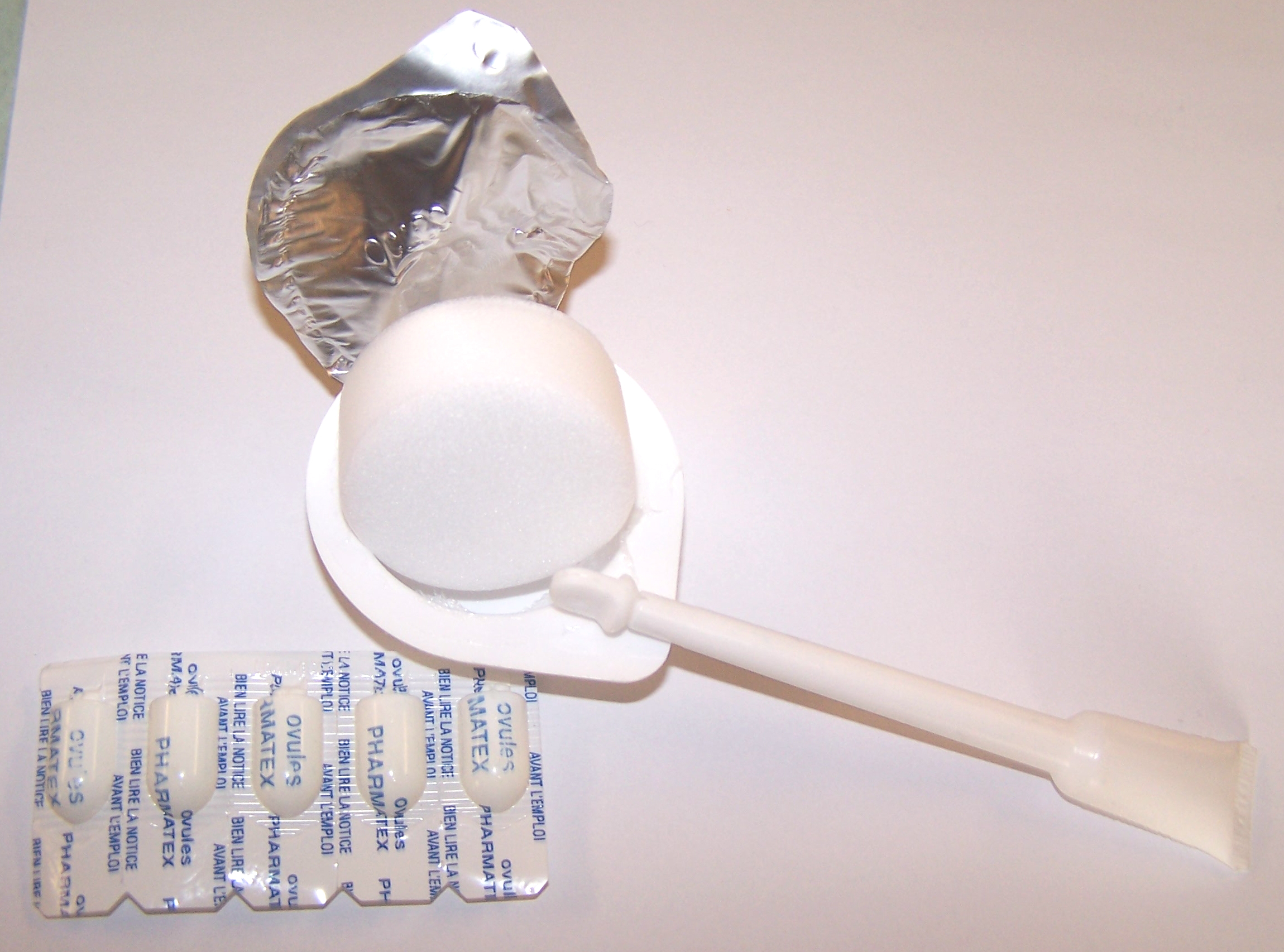
Les trois types de spermicides : éponge, ovule et crème.

Le spermicide peut se présenter sous plusieurs formes : crèmes, ovules, éponges ou tampons. Il doit être introduit dans le vagin avant tout rapport sexuel.
Le délai d'action des spermicides diffère selon le spermicide choisi. Il peut être immédiat sous les formes d'éponge ou de crème, et différé pour les formes présentées en ovules le temps que le produit se disperse (5 à 10 minutes).

## Avantages et inconvénients
Les spermicides sont considérés comme des médicaments. Ils sont disponibles en pharmacie, mais sont toutefois délivrables sans ordonnance.
Parmi les avantages :
- ils peuvent être utilisés de façon ponctuelle, contrairement par exemple à une pilule qui doit être prise de façon assidue pendant tout le cycle ;
- ils peuvent constituer une alternative à d'autres méthodes de contraception plus courantes ;
- certaines formes ont aussi des propriétés lubrifiantes ;
- ils peuvent être utilisés en complément du préservatif.

Parmi les inconvénients, on peut citer :
- leur coût (de l'ordre de 10€ pour plusieurs doses), non remboursé par l'assurance maladie française ;
- leur efficacité modeste ;
- le délai d'efficacité sous forme d'ovules ;
- parfois considérés comme peu pratiques par certaines personnes ou selon les circonstances ;
- l'absence d'efficacité contre les infections sexuellement transmissibles (mais cela est vrai pour toutes les méthodes contraceptives hormis les préservatifs).
- contre-indiqué pendant la période d'allaitement maternel car le produit actif passe dans le lait.

## Spermicides disponibles en France
Parmi les ovules contraceptifs, citons comme noms commerciaux : Pharmatex capsules, Pharmatex mini-ovules, Pharmatex ovules.
Parmi les crèmes, citons comme noms commerciaux : Alpagelle, Pharmatex crème.
Éponge : Pharmatex tampon.